# Rébellion de Satsuma
 (avril 2019).
Rébellions de l'ère Meiji
Batailles
Rébellion Shinpūren
Rébellion d'Akizuki
Rébellion de Hagi
Rébellion de Satsuma
- Kumamoto
- Tabaruzaka
- Shiroyama

Incident de Chichibu
La rébellion de Satsuma, appelée en japonais guerre du Sud-Ouest (西南戦争, Seinan Sensō), est une violente révolte qui opposa les derniers samouraïs, furieux envers le nouveau gouvernement impérial, qui débuta en janvier de l'an 9 de l'ère Meiji, ou 1877 de notre calendrier grégorien.  

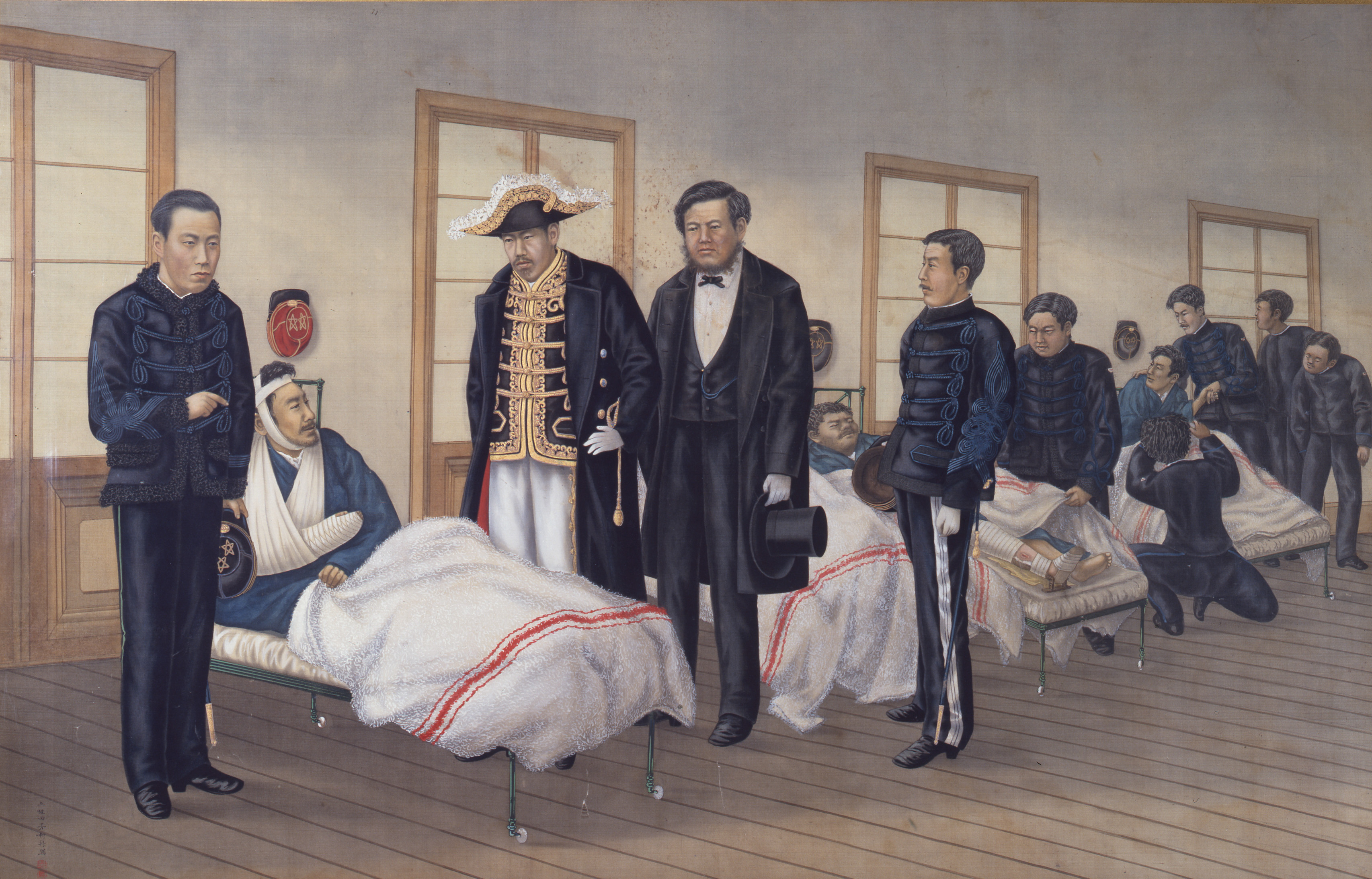
Visite de l’empereur Meiji (1852-1912) à l’Hôpital temporaire de l’armée à Osaka lors de la guerre civile du Sud-Ouest le 31 mars 1877. Aquarelle sur soie de Goseda Hôryû, 1878.

Son nom provient du domaine de Satsuma, qui possédait une influence importante sur la restauration et qui était devenu le lieu de résidence des samouraïs à la suite des réformes militaires, qui rendirent leur statut obsolète. 
Elle s'étendit du 29 janvier au 24 septembre 1877. 
Les samouraïs se firent écraser par les forces impériales, et leur chef, Saigō Takamori, commit le seppuku après avoir subi une blessure mortelle. 
Elle fut la dernière et la plus violente d'une série de soulèvements armés ayant opposé le mouvement réformiste de l'empire du Japon aux forces réactionnaires subsistantes de l'époque d'Edo.

## Contexte
La modernisation du Japon à l'ère Meiji entraîna une chute du statut social privilégié de la classe des samouraïs, et a considérablement affaibli leur situation financière.  
Les changements massifs et dans un laps de temps très court dans la culture, la langue, les vêtements mais également de la société japonaise étaient vus aux yeux de nombreux samouraïs comme une trahison.   
Saigō Takamori, samouraï influent et haut dirigeant Satsuma du gouvernement Meiji, qui avait par ailleurs soutenu les réformes à leur commencement, était particulièrement préoccupé par la croissance rapide de la corruption politique. Le slogan de son mouvement rebelle était shinsei-Kōtoku (新政厚徳 , le nouveau gouvernement, la haute moralité).  
Saigō fut un fervent partisan de la guerre de Corée lors du débat de Seikanron, en 1873. Il proposa de se rendre en Corée et de provoquer un casus belli, en se comportant de manière si insultante et outrageante que les Coréens seraient obligés de le tuer. Saigō s'attendait alors à ce que cette guerre se voit remportée par le Japon et qu'elle fournisse un moyen aux samouraïs, dont il défend la cause, de trouver une mort utile et bénéfique.  
Quand le plan fut rejeté, Saigō démissionna de ses positions gouvernementales en signe de protestation. Il retourna dans sa ville natale de Kagoshima, à l'image de nombreux autres ex-samouraïs de Satsuma au sein de l'armée et de la police. Pour soutenir ces hommes et leur donner un emploi, Saigō fonda en 1874 une académie privée à Kagoshima. Bientôt, 132 succursales furent établies dans toute la préfecture. Au sein de cette académie, les études étaient consacrées à l'armement et à la tactique.
Saigō fonda par la suite une école d'artillerie, en fait une organisation politique et paramilitaire, bénéficiant de l'appui du gouverneur de Satsuma. Celui-ci avait nommé des samouraïs insatisfaits à des fonctions politiques, où ils avaient fini par dominer le gouvernement de Kagoshima.                                          
Le soutien à Saigō était effectivement si fort que Satsuma se sépara du gouvernement central à la fin de 1876.

## Révolte

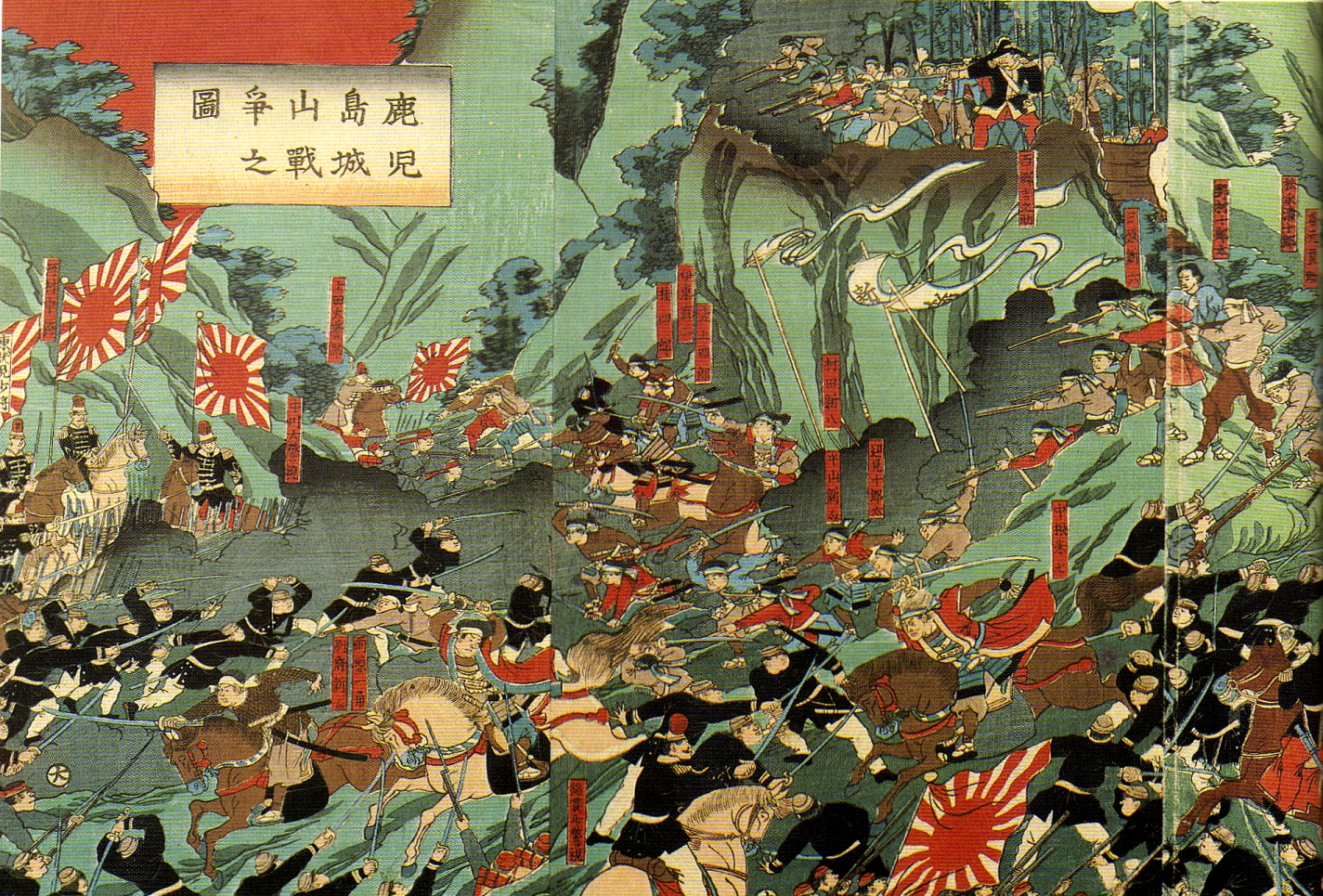
La bataille de Shiroyama.

En janvier 1877, le gouvernement envoya une unité navale pour désarmer Kagoshima, une ville clef du domaine de Satsuma, mais cette unité fut attaquée par Saigô et ses hommes. Les troupes de samouraïs de Saigō se battaient avec aussi bien des armes à feu modernes que des armes traditionnelles, mais leur tactique militaire était traditionnelle.
En février, Saigō et son armée de 25 000 à 40 000 hommes assiègent la caserne de l'armée du gouvernement de la ville de Kumamoto. Le siège de Kumamoto est considéré par les historiens comme une erreur tactique majeure de la part de Saigō car cela a permis au gouvernement de gagner du temps pour attaquer avec 300 000 soldats dont les formations de la garde impériale sous le commandement de Sumiyoshi Kawamura. Les samouraïs rebelles réussirent à tuer le double de leur propre nombre, mais cela ne suffit pas car le nombre d'ennemis était trop important. La bataille dura six semaines et il ne resta plus à Saigō que 300 à 400 de ses hommes. Saigō et les samouraïs restants furent repoussés jusqu'à Kagoshima qu'ils prirent sans combattre. Le gouvernement décida alors d'en finir et envoya des troupes. Les derniers rebelles se replièrent sur la colline de Shiroyama où ils furent encerclés. Le 24 septembre eut lieu la bataille décisive. 

### Bataille de Shiroyama
Les troupes impériales disposaient de 30 000 soldats contre les 500 samouraïs qui étaient encore en état de combattre. La bataille commença par un intense bombardement de l'armée suivi d'un assaut contre les positions samouraïs. Mais ces derniers les repoussèrent. Toutefois leurs pertes étant très fortes, ils décidèrent de lancer une charge à cheval. Tous furent tués par les fusils, canons et mitrailleuses Gatling des soldats. Saigō, grièvement blessé, décida de se faire seppuku aidé par un de ses lieutenants.

## Fin de Takamori Saïgo et de l'insurrection du clan de Satsuma (1877)
Henri Rieunier, au Japon, rendit compte, de façon détaillée, et suivit avec attention l’insurrection du clan de Satsuma et des troupes de Takamori Saïgo, et annonça aux autorités françaises, depuis Nagasaki, la fin de la guerre civile et la victoire finale des impériaux : 

« La guerre civile est terminée. Takamori Saïgo ne pouvait plus tenir, et avait renvoyé ses partisans. Il aurait voulu passer à Shikoku où il y a beaucoup de mécontents : mais cerné sur une montagne isolée avec 400 de ses partisans, par 7000 impériaux qui les ont traqués comme des bêtes fauves, et bombardés à outrance, il a péri avec ses plus fidèles serviteurs. On dit que Takamori Saïgo déjà aux mains de soldats impériaux qui le garrottaient, avait été, selon ses instructions, décapité par les siens, avant qu’on ait pu l’enlever vivant. Takamori Saïgo a été si vite surpris qu’il n’a pas eu le temps de se brûler la cervelle. Sa tête, celle de Kirino et plusieurs autres chefs ont été envoyés à Edo (Tokyo), comme preuve de la fin de la rébellion. Cet usage barbare montre quelle haine s’étaient voués les combattants. Ce serait le 2 ou le 3 octobre que les têtes seraient parties pour la capitale. En ce moment, le gouvernement est arrivé à la période de la vengeance froide et systématique. Les exécutions des chefs secondaires ont lieu dans la prison de Nagasaki. Oyama, le sous-préfet de Kagoshima, homme très estimé, vient d’être décapité dans la prison ; et va continuer pour d’autres. La ville est dans la stupeur. On aurait désiré voir plus de générosité chez le gouvernement qui se montre implacable. Takamori Saïgo est tellement regretté, qu’on ne veut pas croire à sa mort, certaine cependant. Nagasaki n’a presque plus de troupes : mais la ville est parcourue par une foule de policiers en passage et venant de Kagoshima. »

## Conséquences
Mater la rébellion coûta beaucoup d'argent au gouvernement. Elle marqua la fin de la classe samouraï. Saigō Takamori fut élevé au rang de héros tragique par le peuple et, 10 ans plus tard, le gouvernement japonais lui pardonna et lui rendit les plus grands honneurs à titre posthume.

## Dans la fiction
- Le film Oyuki la vierge sorti en 1935 de Kenji Mizoguchi évoque la rébelion.
- Le film Les Derniers Samouraïs sorti en 1974, de Kenji Misumi, évoque à travers le parcours d'un jeune samourai, Saigō Takamori interprété par Ryutaro Tatsumi, et ses partisans, de la chute du Shogunat Tokugawa jusqu'à la rébellion de Satsuma qui conclut le film.
- Le film Le Dernier Samouraï sorti en 2003, avec Tom Cruise et Ken Watanabe, est adapté librement des évènements de la rébellion de Satsuma.